# Municipalità di Tsageri
La municipalità di Tsageri (in georgiano ცაგერის მუნიციპალიტეტი?) è una municipalità georgiana di Rach'a-Lechkhumi e Kvemo Svaneti.
Nel censimento del 2002 la popolazione si attestava a 16.622 abitanti. Nel 2014 il numero risultava essere 10.387.
La cittadina di Tsageri è il centro amministrativo della municipalità, la quale si estende su un'area di 756 km².

## Popolazione
Dal censimento del 2014 la municipalità risultava costituita al 99,8% da persone di etnia georgiana.

## Luoghi d'interesse
- Tsageri
- Isunderi